# سیارک ۴۴۵۸
سیارک ۴۴۵۸ (به انگلیسی: 4458 Oizumi، نامگذاری:1990BY) چهار هزار و چهارصد و پنجاه و هشتمین سیارک کشف شده‌است که در ۲۱ ژانویه ۱۹۹۰ کشف شد.
قدر مطلق سیارک برابر ۱۳٫۵۰ است.